# Adesmia tenella
Adesmia tenella es una especie de planta floral del género Adesmia, categorizada en la tribu Dalbergieae, de la familia Fabaceae.

## Distribución
Especie nativa de Chile. Crece en el bioma desértico o montañoso.

## Taxonomía
Fue descrita por Hook. & Arn.
Tratamiento taxonómico
La especie aparece registrada y publicada en The Botany of Captain Beechey's Voyage: 19 (1830).